# صالحوو
صالحوو (به لاتین: Salikhovo) یک منطقهٔ مسکونی در روسیه است که در باشقیرستان واقع شده‌است.